# 滁河
滁河，古称涂水，唐以后称滁水、滁河，是长江下游北岸的一条支流。发源于安徽省肥东县境内的江淮分水岭至浮槎山、尖山一带。主要源头有四条，一般以中源为正源，发源自白龙镇同心村，入管湾水库后经梁园镇东流，至张集乡南侧与南北源相会；南源称板桥河，发源自包公镇境内浮槎山脉太子山，经黑洼水库、净住、解集、板桥、新生等地；西北源称袁河西河或王河，发自袁河西水库；东北源称王子城河，发源自谢家湾水库。随后曲折东流，流经安徽滁州，江苏南京，河长224公里，其中安徽境内178.5公里，江苏境内45.5公里，到南京六合区龙袍镇流入长江。
滁河总流域面积约8,000平方公里，以丘陵、山地为主，北宋欧阳修的《醉翁亭记》中尝言“环滁皆山也”。滁河的支流众多，在辖境内自上而下有小马厂河、管坝河、大马厂河、襄河、土桥河、清流河、来安河、沛河、皂河等支流，均集中于北岸，发源于江淮分水岭南麓，其中清流河最大，襄河、来安河次之。